# Siblinggeweld
Siblinggeweld is huiselijk geweld tussen broers en zussen en is een specifieke vorm van kindermishandeling. Het kan hierbij gaan om fysiek, mentaal of seksueel geweld.

## Achtergrond
Uit een onderzoek van de Amerikaanse psycholoog Mandy Morill uit 2017 kwam naar voren dat siblinggeweld de meest voorkomende vorm van huiselijk geweld is. Geschat wordt dat ongeveer 1 op de 3 kinderen ooit slachtoffer wordt van siblinggeweld. Daders van siblinggeweld kunnen broers en zussen, maar ook half-, pleeg- of stiefbroers en -zussen zijn. Siblinggeweld wordt vaak niet herkend door ouders, doordat ruzies en rivaliteit tussen broers en zussen niet ongewoon zijn.

## Kenmerken
Kenmerken van siblinggeweld zijn:
- Het geweld is niet eenmalig
- Het geweld houdt meestal langer dan één jaar aan
- Het geweld kan verschillende vormen aannemen
- Het geweld kan afhankelijk van de leeftijd veranderen
- Het geweld leidt tot ernstige schade bij het slachtoffer
- Het geweld is opzettelijk en heeft kwade bedoelingen

In de leeftijdscategorie 2 tot 12 jaar is fysiek geweld het meest voorkomend. In de adolescentie kan er een verschuiving plaatsvinden naar seksueel geweld. Siblinggeweld stopt niet tijdens de volwassenheid: in deze levensfase kan het overgaan tot psychisch geweld dat tot de dood kan blijven voortduren.

## Cijfers
Siblinggeweld komt het vaakst voor in disfunctionele gezinnen waarin partnergeweld of kindermishandeling plaatsvindt. Het komt hoofdzakelijk voor bij kinderen die emotioneel worden verwaarloosd. Siblinggeweld is het meest frequent tussen broers, met name bij broers die qua leeftijd weinig verschillen. In ongeveer 80% van de gevallen is er sprake van matig geweld, in 40 tot 50% van de gevallen van ernstig geweld en in 3 tot 16% van de gevallen van extreem geweld. Bij ongeveer 15% van de gevallen is er sprake van seksueel misbruik.
Uit een Belgisch onderzoek uit 2020 kwam naar voren dat 72% van het grensoverschrijdend gedrag was veroorzaakt door een mannelijke dader. Van de slachtoffers was 88% vrouw. Ongeveer 38% van de slachtoffers zocht hulp. De redenen om niet op zoek te gaan naar hulp waren schaamte, angst dat de dader erachter zou komen en de angst niet serieus genomen te worden.

## Daders en slachtoffers
Daders hebben in sommige gevallen een gebrek aan empathie of sociale vaardigheden. Daarnaast is het mogelijk dat zij zelf ook slachtoffer zijn van misbruik en/of geweld.
Slachtoffers van siblinggeweld kunnen te maken krijgen met een laag zelfbeeld, depressies, angsten, stressklachten, trauma's, posttraumatische stressstoornis, antisociaal gedrag en zelfdestructief gedrag.